# Frances Densmore

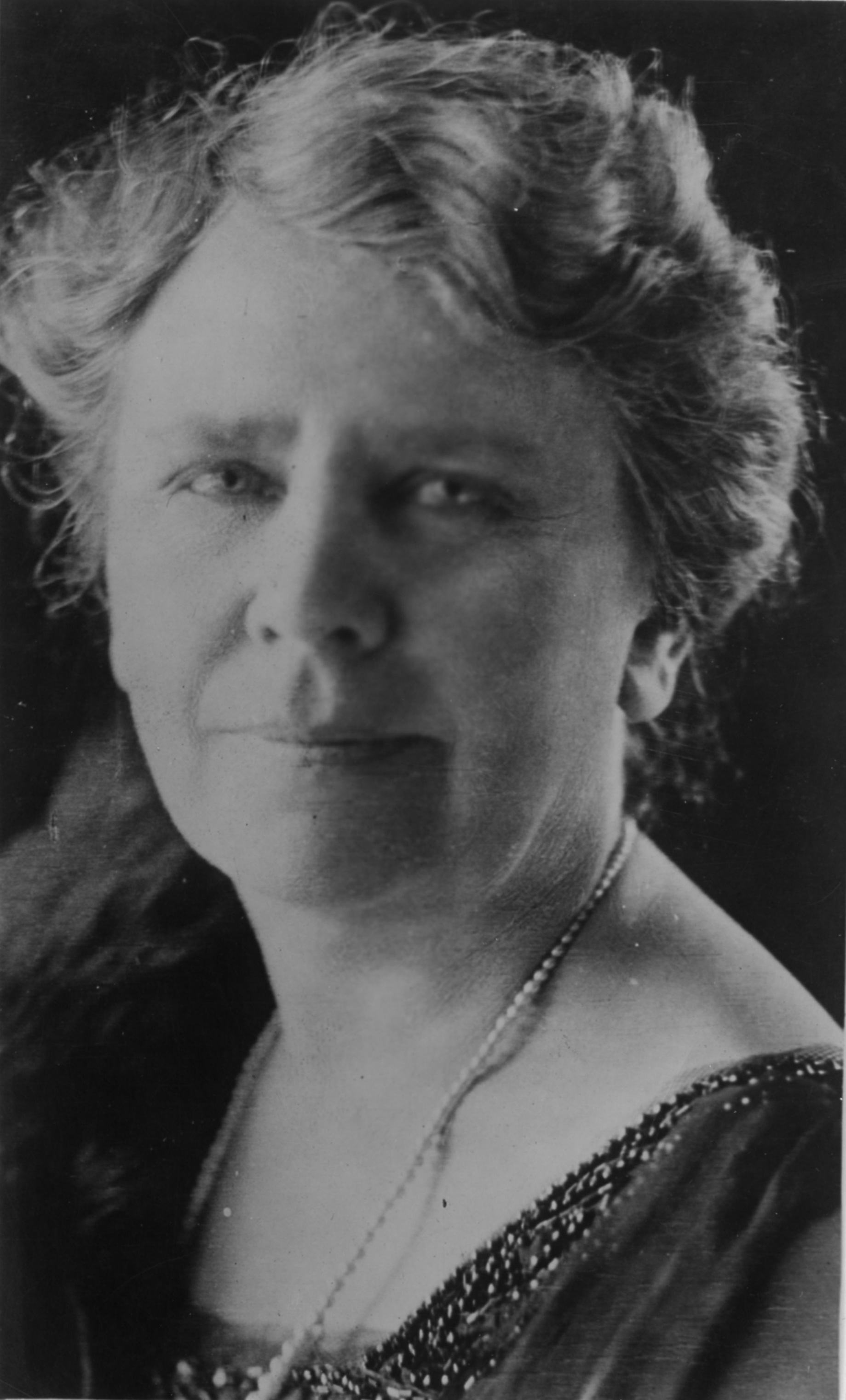
Frances Densmore (Fotograf und Datum unbekannt)

Frances Theresa Densmore (* 21. Mai 1867 in Red Wing, Minnesota; † 5. Juni 1957 ebenda) war eine amerikanische Musikethnologin und Ethnologin, die mit ihrer Arbeit einen wichtigen Beitrag zum Erhalt der Kultur der nordamerikanischen Indianer geleistet hat.

## Leben
Bereits in ihrer Kindheit erwachte Densmores Interesse an indianischer Musik. In einem autobiographischen Manuskript schrieb sie: „Das Haus meiner Kindheit lag nahe beim Ufer des Mississippi. Gegenüber der Stadt, auf einer Insel, befand sich ein Lager von Sioux-Indianern, und nachts, wenn sie tanzten, konnten wir den Klang der Trommel hören und sahen das Flackern ihrer Lagerfeuer. [...] In der Abenddämmerung lauschte ich diesen Klängen, nachdem ich zu Bett gebracht worden war. [...] So schlief ich ein mit meinem Kopf voller Phantasien über die ,interessanten Leute’ jenseits des Mississippi.“
Als Kind musikalisch gebildeter Eltern lernte sie bereits früh Klavier und Harmonielehre. Von 1884 bis 1886 studierte sie Musik am Oberlin-Konservatorium in Ohio. Nachdem sie einige Zeit als Musiklehrerin und Kirchenorganistin in St. Paul und Red Wing tätig war, begann sie 1888 an der  Harvard-Universität in Boston Klavier bei Karl Baermann und Kontrapunkt bei John Knowles Paine zu studieren.
Während ihres Aufenthalts in Boston erfuhr sie von den Feldforschungsarbeiten von Alice Cunningham Fletcher (1838 bis 1923), welche diese seit 1880 bei den Omaha-Indianern durchführte, um die Musik und die Bräuche dieses Stammes zu erforschen. Fletchers 1893 erschienenes Buch „A Study of Omaha Indian Music“ wurde zu einer starken Inspiration für Densmores eigene Feldforschungstätigkeit. 1893 begann Densmore unter Anleitung von Fletcher eine zehnjährige Vorbereitungsphase für ihre späteren Forschungen. Während dieser Zeit gab sie weiter Musikunterricht und hielt Vorträge über musikwissenschaftliche Themen, ab 1895 auch zu indianischer Musik.
Die Weltausstellung Saint Louis World’s Fair, auch Louisiana Purchase Exposition genannt, die 1904 in St. Louis stattfand, bot ihr die Gelegenheit, die Musik der in einem „philippinischen Reservat“ versammelten philippinischen Ethnien kennenzulernen. Darunter waren Gruppen der Igorot und Aeta von der Insel Luzon, deren Musik bis dahin wenig bekannt war. Densmores Interesse galt, entsprechend der damaligen Zeitströmung, der Suche nach den Ursprüngen der Musik. Die Aeta schätzte sie als „eine der primitivsten Stämme der Inseln“ ein und ordnete sie und die anderen Gruppen in die ersten vier so bezeichneten, musikalischen Entwicklungsstufen ein. Diese biologistisch-evolutionäre, heute als rassistisch abgelehnte Einschätzung, die Densmore aufgrund ihrer praktisch gewonnenen Erkenntnisse äußerte, bildete ebenso wie die theoretischen Überlegungen anderer Forscher die Rechtfertigung für die Kolonisierung durch die Vereinigten Staaten.
Im Jahre 1905 unternahm sie eine erste Forschungsreise in das Chippewa-Reservat von Grand Portage. Dort transkribierte sie Lieder nach Gehör. Bereits 1904 war sie dem berühmten Apache-Häuptling Geronimo auf der Weltausstellung begegnet und hatte Lieder, die er dort sang, nach Gehör transkribiert. 1907 zeichnete sie erstmals indianische Lieder mit Hilfe eines geliehenen Phonographen auf. Nachdem sie die Ergebnisse dieser ersten Feldstudien dem Leiter des Bureau of American Ethnology (BAE) an der Smithsonian Institution präsentierte, erhielt sie finanzielle Unterstützung von Seiten des BAE, die ihr den Kauf eines Phonographen ermöglichte. Damit begann eine Zusammenarbeit zwischen dem BAE und Densmore, die 50 Jahre, bis zu ihrem Tode, dauern sollte.
Densmore blieb unverheiratet und widmete ihr ganzes Leben der Erforschung der Indianerkulturen Nordamerikas.

## Werk

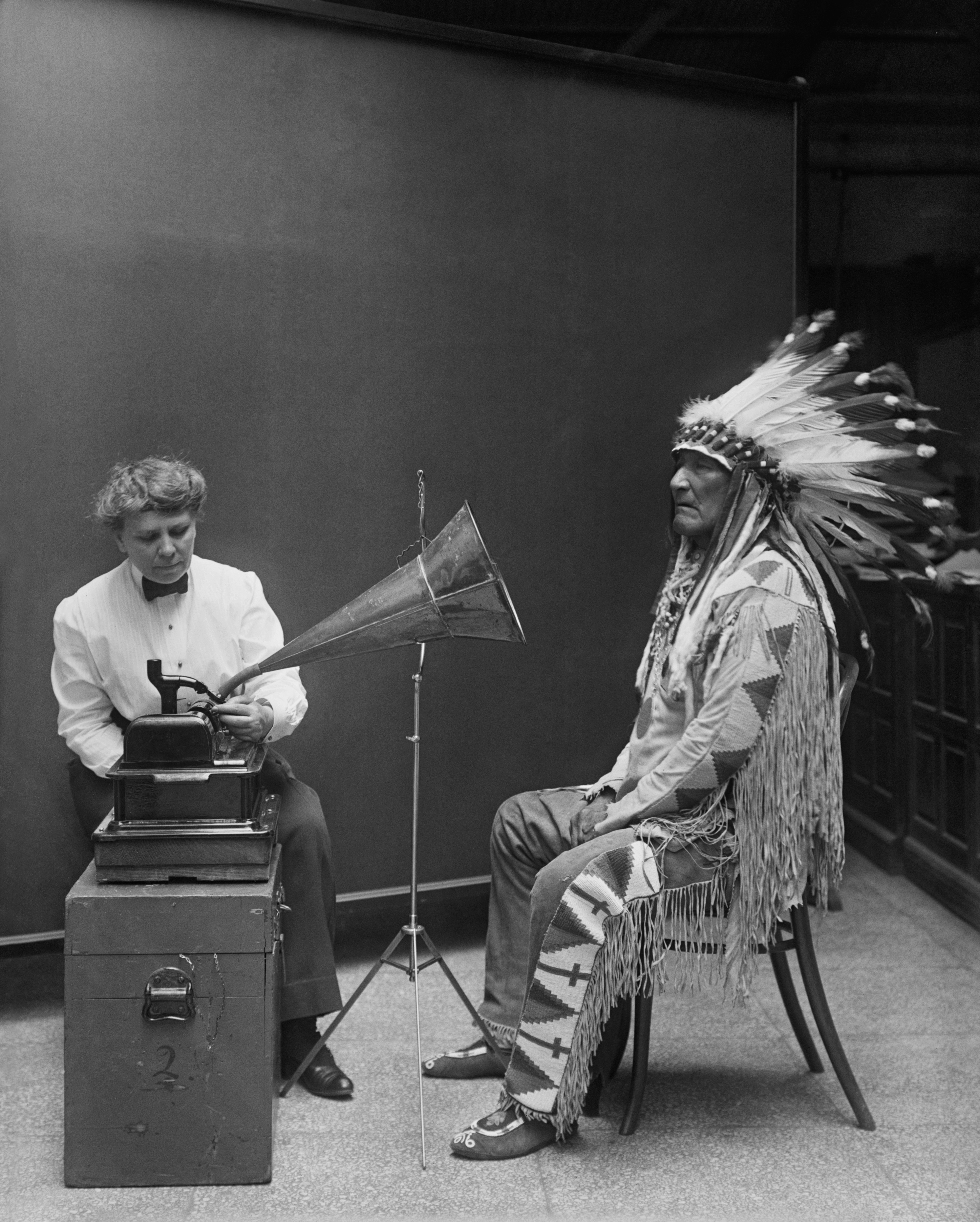
Densmore bei der Aufnahme mit Blackfoot Mountain Chief 1916

In den folgenden Jahren und Jahrzehnten unternahm sie – seit 1912 stets in Begleitung ihrer Schwester Margaret – nahezu 80 Forschungsreisen in Indianerreservate verschiedener Stämme. Mit Hilfe von Dolmetschern zeichnete sie zahllose Erzählungen über das traditionelle Stammesleben der verschiedenen Indianervölker auf und mit ihrem Phonographen nahm sie insgesamt ca. 2500 Lieder der Indianer auf. Zu den von ihr besuchten Stämmen gehörten die Chippewa, Sioux, Northern Ute, Mandan, Hidatsa, Tule, Papago, Pawnee, Menominee, Yuma, Yaqui, Cheyenne, Arapaho, Nootka, Quileute, Choctaw, Seminole und Zuñi. Sie führte ihre Feldforschungstätigkeit bis kurz vor ihrem Tod im Alter von 90 Jahren fort.
Die Ergebnisse ihrer Arbeiten wurden Gegenstand zahlreicher Veröffentlichungen, mehr als 30 davon in Buchform, einige dieser Bücher erschienen als sogenannte „Bulletins“ des Bureau of American Ethnology. Densmore ging davon aus, dass zur Bewahrung der Lieder der Indianer mehr gehört, als den Phonographen aufzuziehen. Aus diesem Grunde sammelte sie alle Informationen, die erforderlich waren, die Musik der Indianer in ihrem jeweiligen kulturellen Kontext zu verstehen. Zudem fotografierte sie nicht nur ihre indianischen Informanten, sondern auch zahlreiche zeremonielle und Alltagsgegenstände. Aus diesem Grund enthalten ihre Studien zahlreiche ethnographische Einzelheiten über das Alltagsleben, kulturell bedeutsame Gegenstände, Bräuche und religiöse Zeremonien sowie über die verwendeten Musikinstrumente, die Biographien der Sänger und die Anwendung der Musik. Sehr wichtig waren ihr die Texte der Lieder. Breiten Raum nahmen auch ihre Untersuchungen zum Zusammenhang zwischen Musik und Medizin bei den Indianern ein, und generell auch die Heilkunst der amerikanischen Ureinwohner, inklusive ihrer Heilkräuterkunde.
Densmore empfand stets größten Respekt vor der Kultur, die Gegenstand ihrer Untersuchungen waren. So gelang es ihr, das Vertrauen der Indianer zu gewinnen, die ihr gegenüber oft Wissen, das als heilig und geheim galt, preisgaben. So erklärte der hochbetagte Lakota-Häuptling Śiya’ka vom Standing-Rock-Reservat, nachdem er ihr seine Traumvisionen erzählt und die dazugehörigen Lieder gesungen hatte, zutiefst gerührt, dass er Densmore damit seinen am besten gehüteten Besitz übergeben habe. In einer Vorlesung über den Sonnentanz bei den Sioux, die sie im April 1913 vor der Anthropological Society of Washington hielt, berichtete Frances Densmore über die anfängliche Zurückhaltung eines anderen alten Lakota, Ituŋ’kasaŋ-lu’ta (Red Weasel): Er kam sehr widerwillig. Er war 43 Meilen mit einem Fuhrwerk gereist, und als er eintraf, nahm er den Tabak, den ich ihm anbot, an. Er sagte, dass es nicht sein Wunsch gewesen sei zu kommen und dass er mir überhaupt nichts erzählen wolle. Er sagte, dass ihm das Wissen über den Sonnentanz sehr heilig sei und dass er beabsichtige, dass es mit ihm stürbe. Doch sie errang auch das Vertrauen dieses Mannes und erhielt von ihm außerordentlich wertvolle Informationen über den Sonnentanz.
In den 1940er Jahren begann Frances Densmore damit, das von ihr aufgezeichnete Tonmaterial neu zu ordnen. 1948 wurde damit begonnen, die Aufnahmen auf Schallplatten zu überspielen, und zwischen 1951 und 1953 veröffentlichte die Library of Congress, Washington D. C., sieben Schallplatten mit Liedern verschiedener Indianervölker in einer von Densmore selbst getroffenen Auswahl. Ihre Tonaufzeichnungen werden heute im American Folklife Center der Library of Congress aufbewahrt.
Einige ihrer Bücher erlebten mehrere Neuauflagen, insbesondere ihre Werke über die Musik und die Bräuche der Chippewa und ihr Werk „Teton Sioux Music“, das die Ergebnisse ihrer dreijährigen Zusammenarbeit (1911–1913) mit Lakota des Standing-Rock-Rersvats und Dakota des Sisseton-Reservats enthält. „Teton Sioux Music“, erstmals 1918 erschienen, gilt als „eines der bedeutendsten ethnographischen Werke, die jemals über die Sioux publiziert wurden“ (Raymond DeMallie, Herausgeber von Bd. 13 des Handbook of North American Indians).
Neben ihrer kulturhistorischen Bedeutung geben ihre Werke heute lebenden Indianern die Möglichkeit, beinahe verlorengegangene Traditionen und Bräuche fortzusetzen bzw. neu zu beleben. Der Lakota-Musiker Earl Bullhead sagte in einem Radiointerview, die Aufzeichnungen von Densmore „gleichen einer Saat, und diese Saat geht jetzt in vielen Leuten meines Alters und älteren Leuten auf.“

## Schriften
- Teton Sioux Music. Washington 1918 (bei Internet Archive; deutsch: Die Lieder der alten Lakota: Leben und Kultur der Teton-Sioux.  Palisander, Chemnitz 2012, ISBN 978-3-938305-20-1)
- The American Indians and Their Music. New York 1926
- Yuman and Yaqui Music. Washington 1932
- Nootka and Quileute Music. Washington 1939 (Forgotten Books, 2017)
- Music of Acoma, Isleta, Cochiti, and Zuni Pueblos. Washington 1957